# Hemming Gadh
Hemming Gadh, Hemming Olofsson, född omkring 1450 eventuellt i Hossmo socken, död (avrättad) 16 december 1520 vid Raseborgs slott i Nyland i Finland, var en svensk kyrkoman, diplomat och krigare.
Han var Sten Sture den äldres sändebud i Rom 1479–1500 och som nära allierad med Sten Sture och dennes efterträdare som riksföreståndare stark motståndare till Danmark och Kalmarunionen. Han var biskop electus av Linköpings stift 1501–1512.  Slutligen övergick han till kung Kristian II:s parti.

## Biografi
Hemming Gadh inskrevs 1471 vid Rostocks universitet som varande från Hossmo, men om därmed menas hans födelse- eller bostadsort är oklart. Han hade dock nära anknytning till Östergötland och omtalar 1511 ett fäderneärvt hus i Vadstena. 1473 avlade han kandidatexamen vid Rostocks universitet.
Hemming Gadhs familj är föga känd. Faderns namn var Olof, men annars vet man inte mycket om honom. Hemming Gadh skall ha haft en bror vid namnet Andreas Gadh. Andreas Gadh var även han en kyrkoman, år 1475 blev han kyrkoherde i Hagebyhöga nära Vadstena, han var kvar på sin post som kyrkoman till sin död den 20 december 1510. Ännu en man, släkt med Hemming Gadh, var en Måns Gadh. Måns Gadh var en fogde i Hofs län i västra Östergötaland, han nämndes även som häradshövding i Aska härad 1515 och Lysing härad 1518.

## Kyrkan
Hemming Gadh var 1477 kansler och sekreterare hos Henrik Tidemansson, dåvarande biskop av Linköpings stift. I denna tjänst uppmärksammades han av Sten Sture som utnyttjade honom som sändebud i Rom 1479 och 1481, i första hand rörande processen om drottning Doroteas morgongåva. 1491 utsågs han till domprost i Linköpings stift, men tillträdde inte tjänsten utan sålde den, som han för övrigt gjorde med flera liknande tjänster.
I Rom var han kammarherre hos den illa beryktade påven Alexander VI.
Under hans tid i Rom arbetade han även för kanoniseringen av Brynolf av Skara, Hemming (Biskop i Åbo), Helige Nikolaus av Linköping, Ingrid av Skänninge och Heliga Katarina.
På Sten Stures uppmaning blev han emellertid vald till biskop i Linköping 1501 efter att företrädaren Henrik Tidemansson dött.
Hemming lyckades dock inte få sin biskopspost bekräftad av påven inom de tre månader som var fastställda. Därför kom påven att utse den spanske kardinalen Jaime Serra I Cau till administrator för stiftet. Hemming blev 1506 bannlyst av påven då denne ansåg att han på felaktigt sätt kommit över intäkterna av biskopstjänsten. År 1513 fick Hans Brask ta över posten som biskop.

## Politik

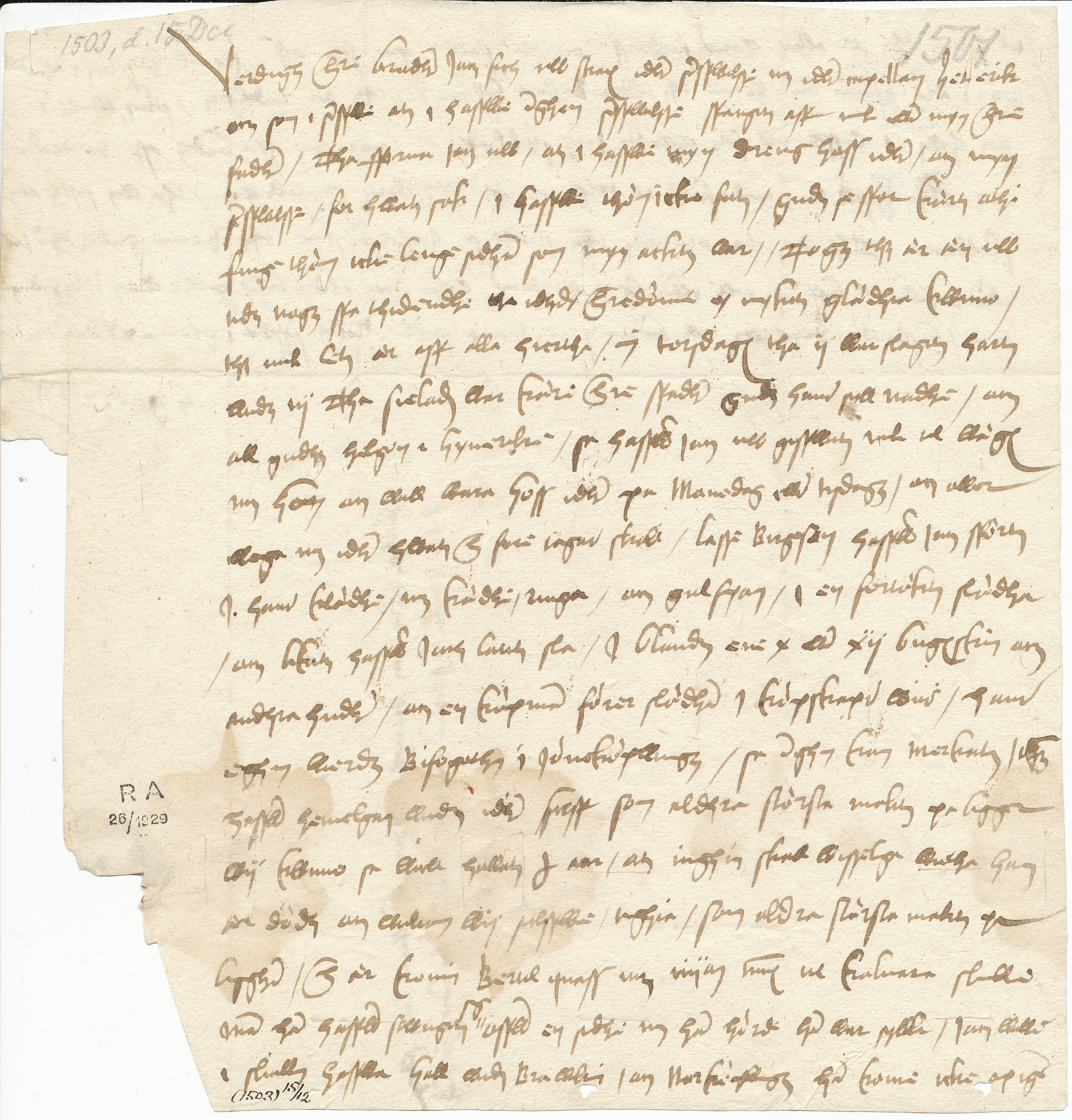
Brev i vilket Hemming Gadh informerar Svante Nilsson att Sten Sture d.ä. avlidit.

Efter återkomsten till Sverige tjänade Gadh först Sten Sture d.ä. och sedan Svante Nilsson som såväl diplomat som krigsledare, och ledde bland annat belägringar av Stockholm och Kalmar.
Han var med i det följe som Sten Sture ledde till Danmark under vintern 1503 med syfte att frige den tillfångatagna danska drottningen Kristina, under vilket riksföreståndaren avled. Gadh tog dock kommandot, och lät klä en av Sten Stures tjänare i sin herres kläder för att nyheten om dödsfallet inte skulle spridas. Väl tillbaka i Stockholm kunde så vägen för Svante Nilssons maktövertagande jämnas.
År 1510–1512 var Hemming svensk ambassadör i Lübeck.
Han var med bland dem som undertecknade riksdagsbeslutet om Stäkets rivning i Stockholm 23 november 1517.
Han blev i oktober 1518 tillfångatagen av danskarna och när Kristian II:s flotta kom till Stockholm 1520 fanns han med och bidrog till att danskarna tilläts komma in i staden. Till en del kan denna omsvängning förklaras av underrättelser, som Hemming Gadh erhållit av ett påvligt sändebud i Sverige, en man som stod Gadh nära. Sändebudet berättade, att man i Sverige beskyllde Hemming att ha legat i förrädiska underhandlingar med Kristian och svekfullt överlämnat sig och de andra svenska fångarna och Hemming Gadh ansåg sig inte ha någon anledning att betvivla mannens uppgifter.
Från Stockholm sändes Hemming Gadh av kung Kristian till Finland för att erövra landet, vilket också till viss del lyckades, men unionskungen litade inte på Hemming Gadh. Efter Stockholms blodbad sände kungen ett ilbud till Finland med befallning att halshugga Hemming Gadh som fördes till Raseborgs slott där han halshöggs på kung Kristian II:s order den 16 december 1520, då 70 år gammal.

## Krig
1501 var Hemming Gadh befälhavare över belägringen av Stockholm slott. Borgen hölls då av kung Hans fru, drottning Kristina av Sachsen som hade en styrka bestående av 1000 soldater. Hemming Gadh hade befäl över 4 000 soldater. I tidigt oktober år 1501 började Hemming Gadh och hans styrkor att omringa Stockholm från norr och söder. Samtidigt gjorde danska kungens ryttare ett vågat utfall från slottet. Det slutade dock med att Hemming Gadhs styrkor kunde slå tillbaka angreppet. Mitt i allt kaos blossade en våldsam brand upp och en stor del av staden lades i aska. Slutligen, den sjuttonde oktober, kapitulerade Stockholms stad och belägringen av slottet Tre Kronor inleddes.
De främsta anfallen mot slottet kom från Stockholms stad. I slutet av november 1501 gjorde slottets försvarare ett försök att bryta igenom belägringen och ta sig ut, men detta försök misslyckades.
Belägringen av slottet sträckte sig över en lång tidsperiod vilket var en strategi som Hemming Gadh använde sig av. Unionsfienderna använde sig av kanoner, skjutvapen och mörser, vilka kontinuerligt besköt slottet. Den utdragna belägringen ledde till brist på mat bland de försvarande soldaterna, vilket i sin tur ledde till desperation och till och med att hästarna användes som föda. De döda kropparna samlades i allt större antal.
Den tjugonde april lyckades unionsfienderna slutligen tränga in i slottets innergård. Nionde maj gav drottningen upp och enligt Olaus Petri hade endast 70 individer av de ursprungliga 1 000 överlevt belägringen.
Under belägringen av Kalmar slott spelade Hemming Gadh en betydelsefull roll som befälhavare.
Den 12 mars 1503 inleddes belägringen av Kalmar slott, och den 9 maj förlorade dansken Kalmar stad till unionsfienderna. Trots detta hölls slottet fortfarande av danskarna. Hemming Gadh använde kreativa taktiker och försvarsstrukturer för att erövra slottet. Genom att skapa träskärmar förhindrade han fienden från att göra utfall mot staden och försökte blockera sjösidan av slottet med pråmar och stenkistor. Trots knappa resurser, inklusive brist på krut, fortsatte Gadh med belägringen.
Under belägringen försökte danskarna vid flera tillfällen undsätta slottet, men Gadh och hans trupper stod emot motståndet och fortsatte belägra slottet i flera år. Hans ambitiösa plan för att inta slottet inkluderade en stormning från sjösidan, men hinder som brist på trupper och resurser hindrade framstegen.
Vid början av 1509, i ett försök att avsluta belägringen, bad Svante Nilsson Hemming Gadh i ett brev att genomföra en stormning av slottet. Gadh svarade att de tidigare använda skärmarna, skragarna och murbräckan inte längre fanns tillgängliga. De hade nu endast sex stegar som redskap. Därför ansåg Gadh att en stormning inte var genomförbar. Han bad också om att få avgå som befälhavare för den belägrande armén. Hans önskan blev beviljad och i februari ersattes han av riksrådet Johan Månsson.
Slutligen, efter nästan fyra års lång belägring och med förstärkningar från riksföreståndaren Svante Nilsson, kapitulerade slottet omkring den 20 augusti 1510. 
Detaljer om belägringens sista skede är knapphändiga, förmodligen på grund av att den flitige brevskrivaren Hemming Gadh inte längre hade kommandot över de svenska trupperna.

## Eftermäle
I brev skrivna av Hemming Gadh framgår att han knappast följde alla kyrkans regler – han besökte krogar och bordeller, samtidigt som han svor flitigt. Detta gav upphov till en tämligen negativ ryktesspridning om honom. Han medverkade vid flera militära händelser, bland annat när Kalmar slott efter belägring intogs 1510.
Professorn i historia Gottfrid Carlsson lade i sin doktorsavhandling om Hemming Gadh fram misstanken att han låg bakom mordet på Simon Gudmundi. Men detta har senare tillbakavisats.[källa behövs]